# Élisabeth de Gramont
Antoinette Corisande Élisabeth, księżna Clermont-Tonnerre, z domu Gramont (ur. 23 kwietnia 1875 w Nancy, zm. 6 grudnia 1954 w Paryżu) – francuska pisarka i pamiętnikarka najbardziej znana z wieloletniego lesbijskiego związku z Natalie Clifford Barney, amerykańską pisarką. Była znana jako „czerwona księżna” ze względu na poparcie dla Socjalizmu i Feminizmu. Była przyjaciółką i krytyczką Marcela Prousta. 

## Życiorys
Była córką Agénora, 11. księcia de Gramont, i jego żony księżnej Isabelle de Beauvau-Craon. Matka zmarła przy porodzie. Ojciec wkrótce ponownie ożenił się z Marguerite de Rothschild. Antoinette była nazywana „Lily”.
Otrzymała wykształcenie właściwe dla swojej klasy społecznej. Poślubiła Philiberta, księcia de Clermont-Tonnerre. Mieli dwie córki.
Poznała Natalie Barney wiosną 1909. Zostały kochankami 1 maja 1910 – ten dzień obchodziły jako rocznicę związku. Były sobie wierne całe życie, choć nie seksualnie. W dniu 20 czerwca 1918 kobiety spisały „nieoficjalny”, ale dla nich wiążący „kontrakt małżeński”. Umowa była honorowana przez obie aż do śmierci księżnej.
W 1920 księżna rozwiodła się z mężem. Brała udział w paradach Frontu Ludowego, wspierała polityków lewicy. W 1932 wybrała się w podróż do Rosji. Podróżowała na Daleki Wschód, do Maghrebu i USA. Napisała wiele esejów. Spisała wspomnienia.
Została pochowana w Ancy-le-Franc, niedaleko rodzinnego zamku Clermont-Tonnerre.